# Coatá-da-testa-branca
O coatá-da-testa-branca, macaco-aranha-de-cara-branca ou macaco-aranha-de-testa-branca (nome científico: Ateles marginatus) é uma espécie de primata do Novo Mundo do gênero Ateles e endêmico do Brasil. Ocorre entre o rio Tapajós e seu tributário, o rio Teles Pires e o rio Xingu, ao sul do rio Amazonas, ocorrendo nos estados do Pará e Mato Grosso.

## Etimologia
Coatá é oriundo do tupi *kwa'ta, em sentido literal. Foi registrado em 1833 como quatá e 1929 como cuatá. Macaco-aranha é uma referência a seus membros e a sua cauda preensil, que são muito longos e finos, semelhantes às patas das aranhas.

## Distribuição e habitat
Endêmico do Brasil, o coatá-da-testa-branca é comumente encontrado na Amazônia brasileira, onde está presente nos estados do Pará e Mato Grosso. Habita nos níveis superiores da floresta tropical.

## Ecologia
O coatá-da-testa-branca é totalmente negro, salvo por um triângulo branco na fronte e listas nos lados da face. Mede aproximadamente 60 centímetros, tendo cauda longa que pode atingir 70 centímetros. O peso varia de 5,8 a oito quilos, e os machos são maiores do que as fêmeas. A expectativa de vida é de 20 anos. Em cativeiro, a expectativa de vida é de 35 anos.
É comum que o coatá-da-testa-branca viaje em grupos menores de dois a quatro indivíduos quando se alimenta e descansa. Geralmente vive em grupos de vinte a trinta indivíduos, mas é raro vê-los todos juntos. Por volta dos 4–5 anos de idade, aparentemente atinge a maturidade sexual. A gestação dura um período de 226–232 dias, com o nascimento de apenas um filhote, de cerca de 350 gramas; o intervalo entre nascimentos pode durar de 28 a 30 meses na natureza.
A dieta do coatá-da-testa-branca consiste em frutas, folhas, flores, raízes aéreas, cascas, madeira em decomposição, mel e até alguns pequenos insetos, como cupins e lagartas. Um impacto muito importante que tem em seu habitat é proporcionar a dispersão de sementes para diferentes espécies de plantas em todo o seu território. Acredita-se que eles forneçam movimento para até 138 espécies diferentes de sementes de frutas.

## Conservação
O coatá-da-testa-branca foi incluído na Lista Vermelha da União Internacional para a Conservação da Natureza (UICN / IUCN) depois que uma avaliação em 2008 descobriu que sua população havia diminuído 50% ao longo de três gerações; esse declínio pode ser atribuído à perda de habitat e à caça. Espera-se que esta tendência continue devido à crescente expansão da agricultura de soja. Além disso, partes de seu habitat foram destruídas para darem lugar a grandes rodovias e extenso desmatamento. Estima-se que o contingente populacional da espécie seja inferior a 10 mil. Alguns dos povos indígenas do Brasil consideram os macacos-aranha uma iguaria e, quando isso é combinado com sua baixa taxa de reprodução, a população certamente diminuirá rapidamente. Há coatás-da-testa-branca mantidos em zoológicos, incluindo no Zoológico de Bauru e no Zoológico de Goiânia.
Em 2007, o coatá-de-testa-branca foi classificado como vulnerável na Lista de espécies de flora e fauna ameaçadas de extinção do Estado do Pará; como em perigo na Portaria MMA N.º 444 de 17 de dezembro de 2014; em 2018, como em perigo no Livro Vermelho da Fauna Brasileira Ameaçada de Extinção do Instituto Chico Mendes de Conservação da Biodiversidade (ICMBio); e em 2022, como em perigo no anexo dois (mamíferos) da Lista Oficial da Fauna Brasileira Ameaçada de Extinção da Portaria MMA N.º 148, de 7 de junho de 2022.